# پرنده شکارشونده

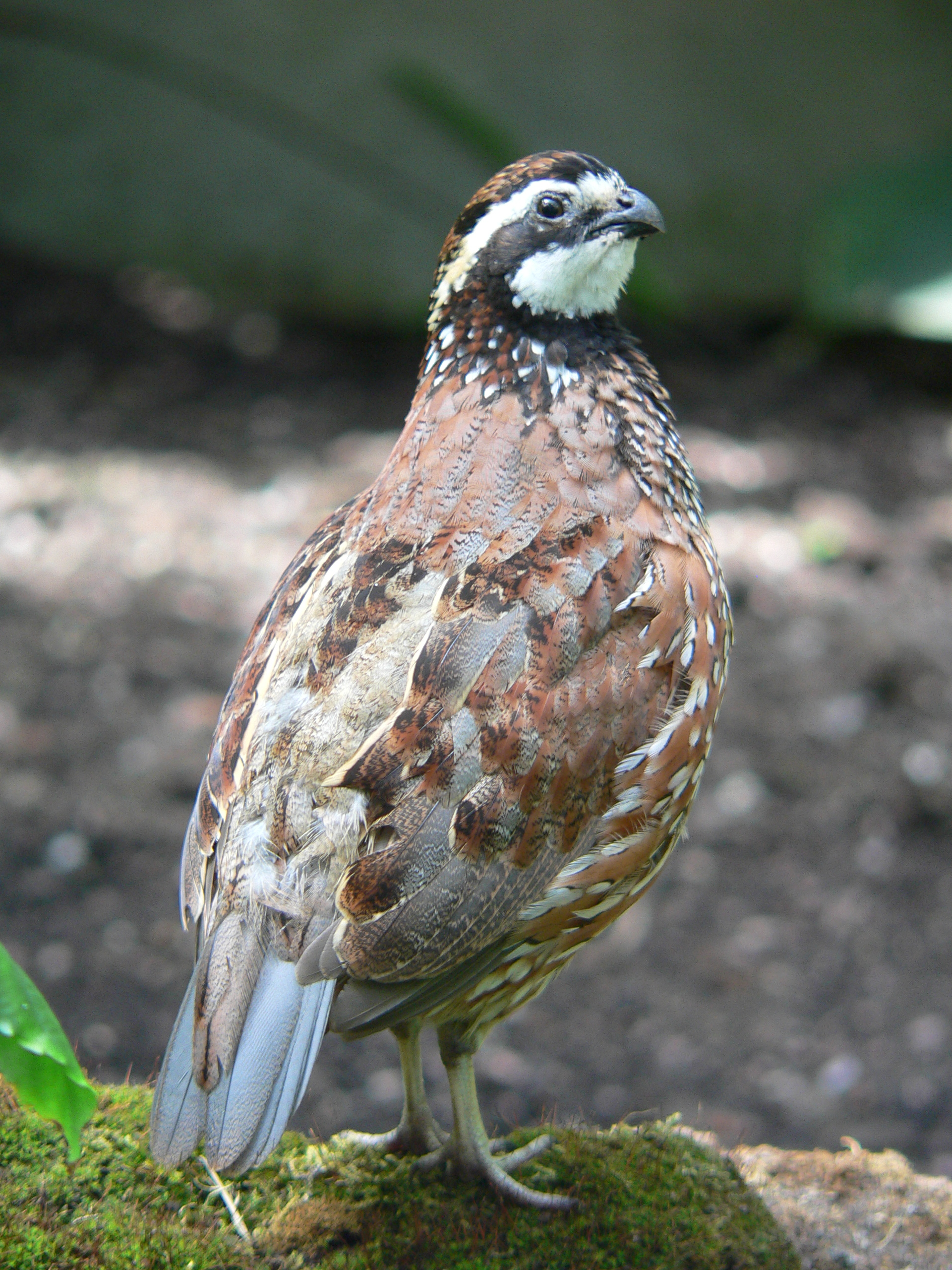
بلدرچین تپه‌ای، پرنده شکارشونده در آمریکای شمالی

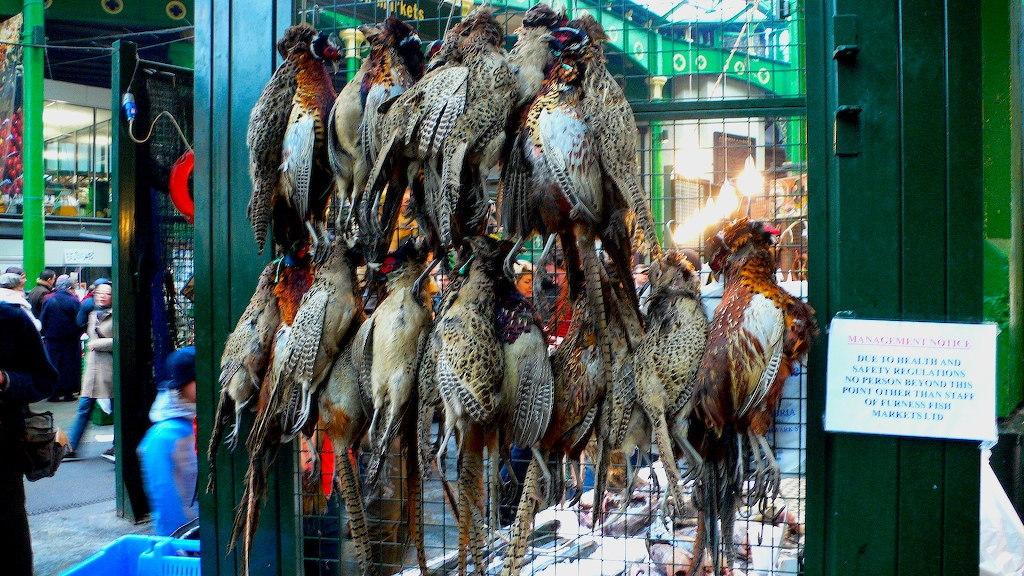
پرندگان شکارشونده در بازار بورو در لندن

پرنده شکارشونده (به انگلیسی: Game bird)، به هر یک از گونه‌های پرندگان وحشی گفته می‌شود که توسط انسان شکارشده، کشته و خورده می‌شوند. شکار کردن پرندگان شکارشونده یک ورزش و راهی برای تهیه غذا است. معمولاً قوانینی وجود دارد که بر شکار حاکم است. معمولاً از اسلحه استفاده می‌شود و بنابراین قوانین اسلحه وجود دارد. همچنین مقررات از فصل زادآوری پرندگان حفاظت می‌کند تا نسل دیگری از پرندگان جایگزین نسل کنونی شود.
اگرچه پرندگان شکارشونده وحشی هستند، اما اگر در املاک زندگی کنند، اکثر آنها "مدیریت‌شده" هستند. پرندگانی که مهاجرت می‌کنند را نمی‌توان به همین روش مدیریت کرد. تیراندازی به پرندگان شکارشونده در املاک اسکاتلند برای آنها منبع درآمد اصلی است. مدیریت شامل اطمینان از وجود پرندگان کافی برای فصل تیراندازی بعدی است.
در انگلستان جانور شکارشونده در قانون شکار مصوب 1831 تعریف شده است. شلیک کردن در روزهای یکشنبه یا در شب غیرقانونی است. سایر پرندگان (غیر شکارشونده) که برای غذا در بریتانیا شکار می‌شوند، تحت قانون حیات وحش و روستاها مصوب 1981مشخص شده‌اند. انجمن سلطنتی برای حمایت پرندگان (RSPB) و کمیسیون جنگلبانی نقش بزرگی در نحوه تنظیم شکار دارند.
قانون انگلستان جانور شکارشونده را این‌گونه تعریف می‌کند:
- سیاه‌خروس سیاه (به دلیل کاهش تعداد، دیگر شکار نمی‌شود)
- باقرقره پرپای حنایی
- خرگوش قهوه‌ای
- باقرقره پرپا
- کبک چیل و کبک پاسرخ
- قرقاول معمولی

- اردک، از جمله مرغابی سرسبز ، اردک سیاه‌کاکل، خوتکای جره ، فیلوش و اردک سرحنایی
- غاز، از جمله غاز خاکستری، غاز کانادایی، غاز پاصورتی و در انگلستان و ولز غاز پیشانی‌سفید
- کبوتر جنگلی
- خروس
- پاشلک
- سلیم طلایی